# Зачіпка (скелелазіння)
Зачіпка — спеціальна випуклісь, що кріпеться на скеледромі або іншій поверхні та має вигляд штучно створеного каменю різної величини і форми або його стилізації. Використовується як опора для рук і ніг прі лазінні маршрутів.

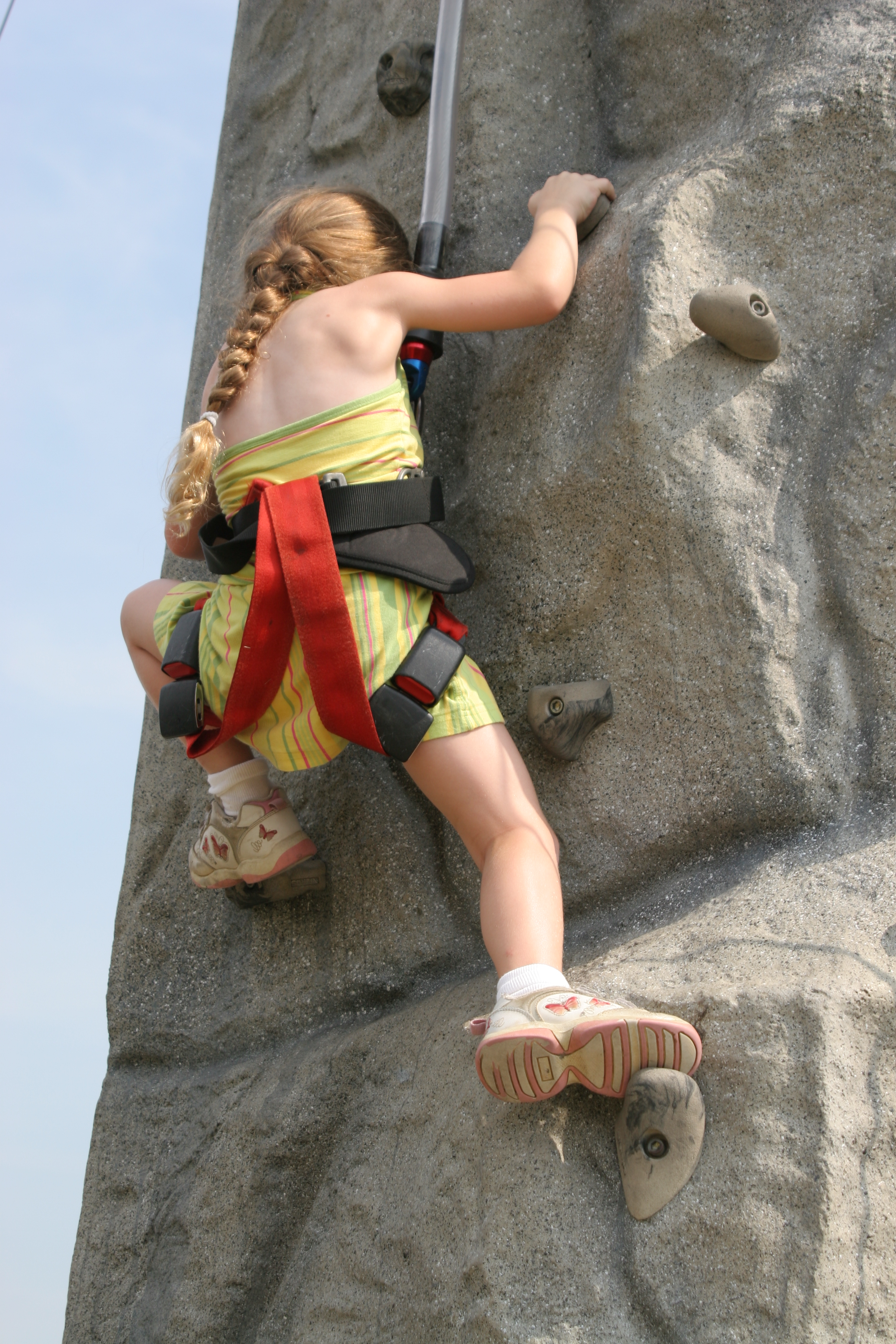
Зачіпки на скелі

Поверхня зачіпки зазвичай має мікрорельєф, який збільшує силу тертя між пальцями скелелаза і зачіпкою і, тим самим, забезпечує хороше зчеплення руки з зачіпкою і комфортне лазіння.
На скеледромах зачіпки різної форми кріплять у певній послідовності, що складає скелелазний маршрут або боулдер. Цим займаються спеціально обучені роутсетери. Їх кріплять до щитів за допомогою болтів.
Користуючись зачіпками, тобто чіпляючись за них частинами тіла (як правило, руками і/або наступати на них ногами), скелелаз піднімається (пересувається) по штучній стіні.
На сьогодні є величезна кількість видів зачіпок, що дозволяє добре урізноманітнити скелелазні траси на штучному рельєфі в приміщенні або просто неба.
Для очищення від магнезії і поліпшення тертя зачіпки періодично чистять щітками або миють водою (попередньо знявши їх).